# Aenictopecheinae
Sous-famille
Les Aenictopecheinae sont une sous-famille d'insectes hémiptères hétéroptères (punaises) énicocéphalomorphes de la famille des Aenictopecheidae. Cette sous-famille, encore mal connue, a une répartition essentiellement tropicale et comporte entre 15 et 20 espèces dispersées sur les différents continents. 

## Description
Comme tous les Enicocephalomorpha, ces insectes ont une tête allongée, resserrée en arrière des yeux (semblant bilobée), avec des antennes de quatre articles. Comme chez les autres Aenictopecheidae, le pronotum n'a pas le lobe arrière particulièrement élargi, et la nervure costale de l'aile présente une fracture en son milieu. Par contraste avec les Nymphocorinae, les yeux sont normalement développés, la partie postérieure de la tête est couverte de soies sur sa face ventrale mais le "cou" est imberbe; les pattes antérieures sont ravisseuses, avec le tarse se repliant sur le tibia, alors que les pattes médianes et postérieures servent à la marche. Des soies épaisses en forme d'épines se trouvent uniquement à l'apex des tibias, et sur la face ventrale du tibia antérieur. Contrairement aux autres sous-familles voisines d'Aenictopecheidae, les tarses comptent un seul article aux pattes antérieures, et deux aux pattes médianes et postérieures. Le tarse antérieur porte ventralement des soies en forme d'épines. Sur l'aile antérieure, la veine radiale (la première veine parallèle à la bordure externe) ne se sépare pas en fourche à son extrémité. Une partie au moins de la face inférieure du tibia antérieur porte à son extrémité des soies modifiées (élargies, aplaties, raccourcies, parfois bilobées ou arrondies au bout), séparées en deux touffes par une entaille. 

## Répartition
Leur répartition est presque exclusivement tropicale, à l'exception de deux espèces boréales (l'une paléarctique, l'autre néarctique) et d'une troisième espèce subantarctique. Toutes les espèces (et tous les genres sauf Boreostolus) sont endémiques de leur région. Ont été décrits : 
- un genre en Australie, Australostolus, monotypique ;
- un en Indonésie (région indomalaise), Aenictopechys, monotypique ;
- un à Madagascar, Lomagostus, monotypique ;
- un dans l'Est de l'Afrique tropicale, Ulugurocoris, monotypique ;
- un sur le continent sud-américain (dispersé de l'Amérique centrale et des Caraïbes à l'Argentine), Tomocrusus ;
- un en Terre de feu (subantarctique), Gamostolus, monotypique ;
- un avec une distribution complètement opposée, holarctique, Boreostolus, comprenant deux espèces en Russie et au Sud du Tibet[2] et une sur le continent nord-américain[1],[3], y compris au Canada (Colombie-Britannique)[4].

## Biologie
S'agissant d'espèces très peu souvent rencontrées, et lorsqu'elle le sont, souvent capturées à la lumière, leur biologie est pratiquement inconnue. Il s'agit d'espèce prédatrices de petits arthropodes. 
Elles sont toujours associées à des biotopes humides, même dans les zones arides. Gamostolus subantarcticus a été trouvé sous des pierres et dans des tourbières. Pour hiverner, il descend à une profondeur de 15 à 20 cm dans les fibres de sphaigne où la température de descend pas en-dessous de 0 °C.

## Systématique
Cette sous-famille est une division de la famille des Aenictopecheidae. Elle ne doit pas être confondue avec les « Aenictopecheinae » tels qu'initialement définis par Robert L. Usinger en 1932, et qui correspondent alors à la famille des Aenictopecheidae tout entière, parce que les Enicocephalomorpha actuels étaient encore traités comme une famille, celle des Enicocephalidae au sein des Reduvioidea. Ce n'est qu'après que les Enicocephalomorpha aient été établis comme infra-ordre, en 1975, et par conséquent les « Aenictopecheidae » comme une famille, que les « Aenictopecheinae » désignent une sous-famille (voir Štys, 1989).  
Elle est constituée à partir du nom de genre Aenictopechys Breddin, 1905, le premier à avoir été décrit et à en faire partie (alors que la première espèce décrite à en faire partie, Gamostolus subantarcticus, l'a été, plus tôt, en 1883, mais sous le nom d'Henicocephalus subantarcticus, donc dans un genre qui reste dans les familles des Enicocephalidae). 
Au niveau interne, elle est composée de deux tribus, regroupant au total sept genres actuels et entre 15 et 20 espèces : 
- les Aenictopecheini, avec trois espèces, classées dans trois genres distincts, chacun dans une zone géographique tropicale différente, l'un en Indonésie, le second à Madagascar, et le troisième sur le continent africain ;
- les Gamostolini (quatre genres), avec une espèce australienne, une espèce subantarctique (en Terre de feu), un genre avec une dizaine d'espèces réparties sur tout le continent sud-américain, et trois espèces du genre holarctique Boreostolus, les seules présentes dans l'hémisphère nord.

Toutefois, de nombreuses autres espèces sont en attente de description.

### Fossiles
Le fossile d'une espèce disparue d'Aenictopecheinae a été retrouvé dans de l'ambre de Birmanie, †Paenicotechys fossilis (Cockerell 1916), remontant au Cénomanien (Crétacé inférieur, entre 99 et 93 millions d'années), et rattaché à la tribu des Aenictopecheini.

### Liste des tribus et des genres
Selon BioLib (5 novembre 2023) corrigé et complété à partir de Schuh & Weirauch (2020) :
- tribu Aenictopecheini Usinger, 1932
  - genre Aenictopechys Breddin, 1905
  - genre Lomagostus Villiers, 1958
  - genre Ulugurocoris Stys & Banar, 2013
  - genre †Paenicotechys Štys, 1969
- tribu Gamostolini Štys, 1989
  - genre Australostolus Štys, 1980
  - genre Boreostolus Wygodzinsky & Štys, 1970
  - genre Gamostolus Bergroth, 1927
  - genre Tornocrusus Kritsky, 1977